# Маршал Крик (Тексас)
Маршал Крик (енгл. Marshall Creek) град је у америчкој савезној држави Тексас. По попису становништва из 2010. у њему је живело . становника.

## Демографија
Према попису становништва из 2000. у граду је живело 431 становника.
| Група             | 2000.       | 2010.  |
| Белци             | 364 (84,5%) | . (.%) |
| Афроамериканци    | 0 (0,0%)    | . (.%) |
| Азијати           | 0 (0,0%)    | . (.%) |
| Хиспаноамериканци | 62 (14,4%)  | . (.%) |
| Укупно            | 431         | .      |